# Luis Sanz Busto
Luis Sanz Busto (Camporredondo, Valladolid, 1941-Pesquera de Duero, Valladolid, 31 de mayo de 2025) fue un bodeguero y empresario español. Fundador de la Bodega Dehesa de los Canónigos, fue pionero e impulsor de la denominación de origen Ribera del Duero (1982).

## Biografía
Luis Sanz nació en la localidad vallisoletana de Camporredondo (1941), en el seno de una familia de agricultores y ganaderos —por parte materna— y de industriales de la construcción —por parte paterna—. Tras concluir sus estudios de bachillerato en el colegio La Salle (Valladolid), comenzó los estudios en la Facultad de Medicina de la Universidad de Valladolid. Pero, tiempo después, decició dejar la Medicina por la Enología. Con la ayuda de sus amigos, los enólogos Mariano García —Vega Sicilia— y Antonio Sanz, se incorporó al mundo del vino. Y en una época en que algunos arrancaban viñas, el trató de recuperar viñedo viejo. Y finalmente consiguió elaborar unso vinos de gran calidad.
Su inquietud lo llevó a elaborar vino propio. Poco a poco, fue gestando la idea de construir la bodega, rehabilitando y adecuando las construcciones antiguas. Su proyecto se hizo realidad en 1986, donde consiguió recuperar la Dehesa de los Canónigos, una antigua finca que había pertenecido al clero. Al principio, vendía la uva de la explotación a la Bodega Vega Sicilia, pero finalmente decidió que elaboraría vino propio, gestando de esta manera la idea de construir la bodega.
Casado con Marí Luz Cid García. El matrimonio tuvo cuatro hijos: Marta, Belén, Luis e Iván Sanz Cid.  Dos de sus hijos: Belén (directora técnica y enóloga), e Iván (director general y responsable del viñedo) están al frente de la bodega.
Tras unos meses enfermo, falleció en la localidad vallisoletana de Pesquera de Duero, a los 85 años.

## Distinciones
Recibió entre otras, las siguientes distinciones:
- Premio Fundación UEMC (2024) a toda una vida dedicada al vino, otorgado por su labor de 38 años al frente de la bodega y la pasión heredada por sus hijos.[4]
- Premio Reconocimiento Duero de Honor (2021) por su papel en el mundo del vino. Premio otorgado por la organización del congreso Duero International Wine Fest por haber transformado una finca que perteneció al clero, en una finca que vendía uva a Vega Sicilia.[5]
- Premio al Mejor Proyecto de Valladolid en 2018 del suplemento de La Posada del periódico El Mundo de Valladolid.[6]
- Alcaide de Honor del Museo del Vino de Peñafiel (2014).[7]
- XVII edición del Campeonato Nacional de Pinchos y Tapas de la ciudad de Valladolid por su trayectoria de vida y su apoyo continuo a este concurso.[8]